# Средишња Финска
Средишња Финска (фин. Keski-Suomi, швед. Mellersta Finland) је округ у Финској, у средишњем делу државе. Седиште округа је град Јивескиле.

## Положај округа
Округ Средишња Финска се налази у средишњем делу Финске. Њега окружују:
- са севера: Округ Северна Остроботнија
- са истока: Округ Северна Савонија,
- са југоистока: Округ Јужна Савонија,
- са југа: Округ Пејенска Тавастија,
- са југозапада: Округ Пирканска земља,
- са запада: Округ Јужна Остроботнија,
- са северозапада: Округ Средишња Остроботнија.

## Природне одлике
Рељеф: Округ већим делом припада историјској области Тавастији, а мањим делом Сатакунти. У округу Средишња Финска преовлађују равничарска и бреговита подручја, надморске висине 80-270 м.
Клима у округу Средишња Финска влада оштра Континентална клима.
Воде: Средишња Финска је унутаркопнени округ Финске. Међутим, у оквиру округа постоји низ ледничких језера, од којих су највећа Пејене на југу и Кетеле на северу округа. Реке су махом кратке и теку између језера.

## Становништво
По подацима 2011. године у округу Средишња Финска живело је око 275 хиљаде становника. Од 2000. године број становника у округу порастао за око 5%.
Густина насељености у округу је 16 становника/км², што је истоветно државном просеку (16 ст./км²). Део око Јивескилеа је много боље насељен него остатак округа.
Етнички састав: Финци су до скора били једино становништво округа, али се последњих деценија овде населио и мањи број усељеника.

## Општине и градови
Округ Средишња Финска има 23 општине, од којих 6 носи звање града (означене задебљаним словима). То су:
| - Витасари - Енекоски - Јемсе - Јивескиле - Јоуца - Канонкоски - Карстула - Кеуру | - Кивијерви - Кијерви - Кинула - Коневеси - Кухмојнен - Лаука - Луханка - Мултија | - Мураме - Петејевеси - Пихтипудас - Саријерви - Тојвака - Урајнен - Ханкасалми |

Градска подручја са више од 10 хиљада становника су:
- Јивескиле - 106.000 становника,
- Јемсе - 15.000 становника.